# Aulnay (Vienne)
Aulnay település Franciaországban, Vienne megyében. Lakosainak száma 101 fő (2022. január 1.). Aulnay Angliers, La Chaussée, Martaizé és Saint-Clair községekkel határos.

## Népesség
A település népességének változása:
| Lakosok száma | 101  | 100  | 102  | 98   | 97   | 97   | 96   | 96   | 101  |
|               | 2013 | 2015 | 2016 | 2017 | 2018 | 2019 | 2020 | 2021 | 2022 |